# Le Phare de la Loire
Le Phare de la Loire è stato un quotidiano francese pubblicato a Nantes nel 1852.

## Storia
Fu fondato nel gennaio 1852 da Charles-Victor Mangin, un editore repubblicano che pochi mesi prima aveva visto chiudere dalle autorità la sua testata Le National de l'Ouest per essersi schierato contro il colpo di stato bonapartista.
Nei decenni successivi Le Phare de la Loire manterrà una linea editoriale repubblicana moderata. Nel 1876 Evariste Mangin, secondogenito di Charles-Victor, vendette la testa all'imprenditore George Schwob, originario di Tours. In questi stessi anni Le Phare si affermò come il principale quotidiano di Nantes, imponendosi sul monarchico L'Espérance du peuple, sul socialista Le Populaire, e sul cattolico repubblicano Le Nouvelliste de l'Ouest. Il giornale era diffuso anche nel resto del dipartimento della Loira Inferiore, ma in modo limitato. Il suo principale concorrente apparve però nel 1899 a Rennes: L'Ouest-Éclair un giornale di orientamento democratico-cristiano, concepito fin dall'inizio come giornale per tutto l'Occidente e le cui diffusioni complessive superarono rapidamente quelle de Le Phare, sebbene la sua distribuzione a Nantes fu per lungo tempo ridotta.
Nel 1928 Maurice Schwob, figlio di George, lasciò la direzione de Le Phare a Francis Portais, un repubblicano di destra con un passato socialista.
Il 19 giugno 1940 il giornale fu sospeso a seguito dell'inizio dell'occupazione tedesca. Dopo un colloquio tra Portais e il tenente colonnello Karl Hotz, Le Phare riapparve in edicola il 3 luglio, sotto lo stretto controllo della censura tedesca, guidata dal tenente Menny. Nell'ottobre successivo, Portais cedette la direzione de Le Phare al genero René Bentz, pur rimanendo il principale azionista e direttore della tipografia. Il 16 settembre 1943, la sede di Place du Commerce fu distrutto dai bombardamenti alleati, che portarono alla scomparsa degli archivi. Il giornale, tuttavia, fu ripubblicato abbastanza rapidamente grazie all'aiuto fornito dall'L'Ouest-Éclair di Rennes.
Dopo la liberazione di Nantes, avvenuta il 12 agosto 1944, Le Phare de la Loire uscì per l'ultima volta il giorno successivo, celebrando l'evento, con un editoriale che tentava di giustificare la pubblicazione durante la guerra e condannava gli elementi collaborazionisti, che erano lì presenti. La sera stessa però il Comitato dipartimentale di liberazione ne sancì la chiusura e due giorni più tardi il commissario della Repubblica Michel Debré ne vietò la pubblicazione. La sua proprietà fu requisita a beneficio de La Résistance de l'Ouest, una nuova testata che iniziò ad uscire il 17 agosto. Nel 1960 La Résistance de l'Ouest cambierà nome in Presse-Océan.